# Vagabondages (album)
 (octobre 2017).
Si vous disposez d'ouvrages ou d'articles de référence ou si vous connaissez des sites web de qualité traitant du thème abordé ici, merci de compléter l'article en donnant les références utiles à sa vérifiabilité et en les liant à la section « Notes et références ».
Albums de Ange
Sève qui peut
(1989) Les larmes du Dalai Lama
(1992)
Vagabondages est une compilation du groupe de rock progressif français Ange. Elle est sortie en 1989 sur le label Philips.
Cet compilation comprend des titres des cinq premiers albums du groupe plus un titre de leur album sorti en 1983, La Gare de Troyes. On y trouve aussi deux singles, Tout Feu, Tout Flamme et Le soleil est trop vert datant des débuts du groupe et la version anglaise de la chanson Par les fils de Mandrin. Par contre aucun titre de l'album Guet-apens, dernier album du groupe dans la lignée des cinq premiers.

## Liste des titres
| No  | Titre                                                                            | Auteur                                   | de l'album                       | Durée |
| --- | -------------------------------------------------------------------------------- | ---------------------------------------- | -------------------------------- | ----- |
| 1.  | Tout feu, tout flamme                                                            | Christian Décamps, Francis Décamps       | single 1971                      | 3:50  |
| 2.  | Caricatures                                                                      | C. Décamps, F. Décamps                   | Caricatures, 1972                | 3:38  |
| 3.  | Le Soleil est trop vert                                                          | C. Décamps, Jean-Michel Brézovar         | single 1972                      | 3:59  |
| 4.  | Ces gens-là                                                                      | Jacques Brel                             | Le Cimetière des arlequins, 1973 | 4:47  |
| 5.  | Le Cimetière des arlequins                                                       | C. Décamps, Gérard Jelsch                | Le Cimetière des arlequins, 1973 | 8:46  |
| 6.  | Godevin le vilain                                                                | C. Décamps                               | Au-delà du délire, 1974          | 2:57  |
| 7.  | Si j'étais le Messie                                                             | C. décamps, Jelsch                       | Au-delà du délire, 1974          |       |
| 8.  | Au-delà du délire                                                                | C. Décamps, Brézovar                     | Au-delà du délire, 1974          | 8:20  |
| 9.  | Ode à Émile                                                                      | C. Décamps, Brézovar                     | Émile Jacotey, 1975              | 3:03  |
| 10. | Par les fils de Mandrin                                                          | C. Décamps, Brézovar                     | Par les fils de Mandrin, 1976    | 4:48  |
| 11. | Jour après jour                                                                  | C. Décamps, Daniel Haas                  | Émile Jacotey, 1975              | 3:09  |
| 12. | La Gare de Troyes                                                                | C. Décamps, F. Décamps                   | La gare de Troyes, 1983          | 3:45  |
| 13. | By the Sons of Mandrin (version anglaise de la chanson Par les fils de Mandrin") | C. Décamps, Brézovar, Michael Quatermain | By the Sons of Mandrin, 1977     | 4:48  |

## Musiciens
- Christian Décamps: chant, claviers (sur tous les titres)
- Francis Décamps: claviers, chœurs (sur tous les titres
- Jean-Michel Brézovar: guitare électrique et acoustique, chœurs (tous les titres sauf La gare de Troyes)
- Daniel Haas: basse, guitare acoustique (tous les titres sauf La gare de Troyes)
- Gerard Jelsch: batterie, percussions (titres 1, 2, 3, 4, 5, 6, 7 & 8)
- Guénolé Biger: batterie, percussions (titres 9 & 11)
- Jean-Pierre Guichard: batterie, percussions (titres 10 & 13)
- Serge Guénot: guitares (titre 12)
- Laurent Sigrist: basse (titre 12)
- Jean-Claude Potin: batterie, percussions (titre 12)